# Rafał Łuszczewski
Rafael Alexander Luszczewski, também conhecido como Rafał A. Łuszczewski, Raphael Alexandre Lustchevsky (Opole, 1979) é um pianista polaco, Chopinista, professor de performance de piano, popularizador da música de Fryderyk Chopin no mundo, criador e co-organizador dos concursos de piano dedicados à música de F. Chopin na América do Sul (Concurso Internacional em Lima e Concurso Nacional em Guayaquíl). 

## Biografia
Aos 16 anos, estreou nos palcos mundiais com a Tokyo Symphony Orchestra no Japão. Em 2001, ele foi incluído como Artista Steinway na prestigiada lista de pianistas "The Steinway & Sons Artists' Roster" em Nova Iorque. 
Inicialmente, ele recebeu aulas de piano na Escola Estadual de Música (Primária e Secundária) "F. Chopin" em Opole (Polônia) com Krystyna Mąkowa e Celina Hellerowa. Já naquela época, ganhou reconhecimento ao receber uma bolsa do Fundo Nacional das Crianças na Polônia. Completou os estudos de música (Mestrado) na Universidade de Música "K. Szymanowski" em Katowice, sob a supervisão do prof. Andrzej Jasiński (diploma com distinção em 1999) e os estudos de pós-graduação na Universidade de Música "F. Liszt" em Weimar com o prof. Lazar Berman (diploma em 2001). Alexis Weissenberg também foi seu professor e mentor. 
Rafael Luszczewski recebeu prêmios nacionais e também, em várias competições internacionais de piano, incluindo: o Concurso Nacional de Piano "F. Chopin" em Varsóvia (organizado pela Sociedade Fryderyk Chopin de Varsóvia), o Concurso Internacional de Piano em Ettlingen, o Concurso Internacional de Piano em Bremen, o Concurso Internacional de Piano "Clara Schumann" em Dusseldorf, o Concurso Internacional de Música "Maria Canals" em Barcelona, o Concurso Internacional de Música Dr. Luis Sigall em Viña del Mar, o Concurso Internacional de Piano "Dinu Lipatti" sob os auspícios da UNESCO em Bucareste. Em reconhecimento às suas realizações artísticas, recebeu bolsas do Ministro da Cultura e Artes da República da Polônia. Recebeu também uma bolsa do DAAD. 
Desde o começo de sua atividade artística, Rafael Luszczewski incluiu em seu repertório obras compostas por compositores poloneses, como Fryderyk Chopin, Ignacy J. Paderewski, Grażyna Bacewicz e Karol Szymanowski. O compositor polaco Krzesimir Dębski dedicou a ele seu "Concerto Checheno para Piano e Orquestra", que estreou no Festival Polaco de Piano em Słupsk (Polônia). No 150º aniversário da morte de Fryderyk Chopin, juntamente com a Orquestra Filarmônica das Nações de Hamburgo, liderada por Justus Frantz, gravou o Concerto para piano e orquestra na Mi menor Op. 11 de F. Chopin, como parte do projeto intitulado Homenagem a Frédéric Chopin (Hommage à Frédéric Chopin) fabricado pela empresa Montblanc. Por ocasião do 800º aniversário da cidade de Opole, juntamente com os músicos-solistas da Filarmônica de Opole "J. Elsner", gravou obras de câmara de Józef Elsner e Emanuel Kania (compositores nascidos na região de Opole).
Rafael Luszczewski se apresentou na maioria dos países europeus, na Ásia, América e também na Austrália, Nova Zelândia, África do Sul e Oriente Médio. Colaborou, entre outros, com ilustres regentes como Horia Andreescu, Pavel Baleff, Łukasz Borowicz, Osvaldo Colarusso, Leslie B. Dunner, Achim Fiedler, Hiroyuki Iwaki, Chosei Komatsu, Nicolas Krauze, Wojciech Michniewski, Norton Morozowicz, Marek Pijarowski, Francisco Rettig, Federico García Vigil, Simon Wright, Oleg Zverev. 
Em outubro de 2018, ele realizou um concerto por ocasião do 100º aniversário da independência da Polônia no Grande Salão de Assembléias do Palácio das Nações Unidas em Genebra, acompanhado pela Orquestra Sinfônica da Universidade "F. Chopin" em Varsóvia, sob a direção de Grzegorz Nowak.

## Discografia
fontes:   
- 2019: Chopin Ballades, Dux Recording Producers, DUX 1627 (F. Chopin: Quatro Baladas, Fantasia, Berceuse, Barcarola) [6]
- 2017: Polish Chamber Music, Dux Recording Producers, DUX 1240 (J. Elsner: Quarteto para piano e cordas, E. Kania: Trio para piano e cordas) [7] [8]
- 2015: Fryderyk Chopin Live, Dux Recording Producers, DUX 1240 (F. Chopin: Quatro Scherzos, Poloneses
- 2010: Dancing in Blue, Dux Recording Producers, DUX 0745 (obras de I. Albeniz, A. Ginastera, A. Piazzolla, G. Gershwin) [9] [10]
- 2004: Modern Classics from Poland Vol.II, Si Music Ltd., SIMUSIC 003 (K. Dębski: Concerto para piano e orquestra "Checheno")
- 2001: Beethoven Emperor, Anber Classics ACCD-101 (L. van Beethoven: Concerto para piano e orquestra em Mi bemol maior Op.73 "Imperador")
- 2001: Sonderkonzert für die Jugend der Innerschweiz, Labor GA Zurich (J.S. Bach: Concerto para piano e orquestra em La maior BWV1055)
- 1999: Hommage à Frédéric Chopin, Montblanc MB-004 (F. Chopin: Concerto No.1 para piano e orquestra em Mi menor Op.11)
- 1997: Chopin Recital, Polskie Radio S.A. PRCD-051 (F. Chopin: Sonata No.3 em Si menor Op.58)
- 1991: A Portrait of Rafał Łuszczewski, Pony Canyon Inc. PCCL-00124 (obras de F. Chopin, F. Liszt)